# Параскевопулос, Леонидас

Леонидас Параскевопулос (греч. Λεωνίδας Παρασκευόπουλος; 7 октября 1860, Китнос, Греция — 16 мая 1936, Афины, Греция) — греческий военный и политический деятель. Участник Первой греко-турецкой, Балканских, Первой мировой и Второй греко-турецкой войн.

## Биография
Леонидас родился в 1860 году на острове Китнос в семье выходцев из Смирны (Малая Азия). В рядах греческой армии принимал участие в первой войне с Турцией 1897 года и Балканских войнах.
В 1916 году он был произведен в генерал-лейтенанты и принял командование X дивизией, и в том же году он одним из первых присоединился к венизелийскому движению, которое происходило в Салониках, впоследствии приняв на себя командование венизеистским «Корпусом Армии национальной обороны» (1916-1917).
В 1917 году, с вступлением страны в мировую войну на стороне Антанты, Параскевопулос принял на себя командование 1-м армейским корпусом, базирующимся в Салониках. Он возглавлял греческие войска на Салоникском фронте до конца войны. 
После Мудросского перемирия Параскевопулос руководил высадкой греческого экспедиционного корпуса в Одессе, а также переброской греческой армии из Македонии в Малую Азию. Затем он участвовал в Малоазиатской кампании, где руководил первыми операциями в качестве начальника 1-го эшелона Главного штаба Смирны. Во время его командования Восточная Фракия и область Смирны были оккупированы греками, позже, во время Летнего наступления расширена зона оккупации от Бурсы до Ушака. Он был главнокомандующим армией в период 1918-1920 годов. Во время своего пребывания в Смирне он вступил в конфликт с греческим верховным комиссаром Смирны А. Стергиадисом. В ноябре 1920 году был заменен на посту командующего Анастасисом Папуласом. После поражения Венизелоса на выборах он ушёл в отставку и уехал в Париж.
После греко-турецкой войны Параскевопулос занялся политикой. Во время парламентских выборов в Греции в 1929 году, Параскевопулос был избран в Парламент страны от Либеральной партии Венизелоса. Был председателем Сената с 18 марта 1930 года по 19 августа 1932 года. Умер в Афинах в 1936 году.